# Jens Fjellström
Jens Åke Alexander Fjellström, född 27 oktober 1966 i Umeå, är en svensk före detta fotbollsspelare, numera assisterande tränare för Australiens damlandslag. 
Fjellström är även en expertkommentator sedan 2001.

## Biografi
Född och uppvuxen i Umeå, där han spelade fotboll med Gimonäs CK,  flyttade Fjellström 1988 till Stockholm för att börja spela med Djurgårdens IF i Allsvenskan. Han gjorde allsvensk debut i premiären den 10 april 1988, då Djurgården spelade mot Västra Frölunda. 
Fjellström spelade fem säsonger i Djurgårdens IF och var med om att vinna Svenska Cupen 1990. 
Fjellström gjorde A-landslagsdebut i Tommy Svenssons första landskamp som förbundskapten mot Norge den 22 augusti 1990, och blev även målskytt. Därefter följde två träningslandskamper mot Australien i Januariturnén 1992.
Den 12 april 1993 gjorde Fjellström allsvensk debut för Malmö FF när laget spelade mot IK Brage på Malmö Stadion. Fjellström spelade i MFF fram till säsongen 1997 då han flyttade till kinesiska Dalian Wanda. Efter två år i Kina, där han var med och blev mästare både 1997 och 1998, återvände Fjellström till Malmö FF 1999, men under försäsongen blev han korsbandsskadad och missade hela säsongen. Från läktarplats fick han se Malmö FF åka ned i Superettan och i den serien avslutades den aktiva karriären med 21 matcher säsongen 2000, och hjälpte därmed Malmö FF tillbaka till allsvenskan. 
Fjellström uppgav 2007 för Sydsvenskan (angående en eventuell tränarkarriär) att "någon gång innan jag dör ska jag träna MFF".
Efter spelarkarriären valde Fjellström att börja arbeta som fotbollsexpert på C More, ett uppdrag som han hade mellan 2001 och 2016, där han i huvudsak analyserade matchhändelser. Han var även expert i TV4 under VM 2006, EM 2008, VM 2010 och var tillbaka i EM 2024.
Fjellström fick i augusti 2016 anställning i Malmö FF som assisterande tränare med särskilt ansvar för analys och data. Malmö FF vann två SM-guld med Fjellström. I januari 2019 lämnade han uppdraget.
År 2000 började Fjellström arbeta med Discovery Networks. Efter två år återvände han till C More och TV4. 
Sedan januari 2022 är Fjellström assisterande tränare för Australiens damfotbollslandslag.
Fjellström äger tillsammans med Lasse Granqvist och Tommy Åström JensLasseTommy AB som tidigare var med och producerade C Mores sändningar.

## Karriärstatistik (endast seriespel)
- 2000: 21 matcher / 0 mål (i MFF) (källa)
- 1999: 1 match / 0 mål (i MFF) (källa)
- 1998: 26 matcher / 5 mål (i Dalian Shide) (källa)
- 1997: 18 matcher / 1 mål (i Dalian Shide) (källa)
- 1996: 25 matcher / 6 mål (i MFF) (källa)
- 1995: 26 matcher / 1 mål (i MFF) (källa)
- 1994: 25 matcher / 9 mål (i MFF) (källa)
- 1993: 22 matcher / 3 mål (i MFF) (källa)
- 1992: 19 matcher / 9 mål (i DIF) (källa)
- 1991: 28 matcher / 8 mål (i DIF) (källa)
- 1990: 20 matcher / 2 mål (i DIF) (källa)
- 1989: 22 matcher / 1 mål (i DIF) (källa)
- 1988: 26 matcher / 3 mål (i DIF) (källa)